# 第一大蔵卿
第一大蔵卿（だいいちおおくらきょう）、第一財務卿（だいいちざいむきょう）またはファースト・ロード・オブ・トレジャリー（英: First Lord of the Treasury）は、イギリスの国庫を預かる大蔵卿委員会 (Lords Commissioners of the Treasury) の委員長であり、イギリスの首相が兼任する役職。

## 概要
ロード・ハイ・トレジャラー (英: Lord High Treasurer, 大蔵卿または財務卿) の官職は17世紀初より、1人が務めるのでなく委員会制がとられることが多かった。1714年以降は常に大蔵卿委員会が王室財政を担当している。その長である第一大蔵卿の歴史もこの時に始まる。
初期の大蔵卿委員は年功序列によって「第一卿」「第二卿」…と番号が割り振られていたが、次第に第一卿が政府の首席とみなされるようになる。1721年のロバート・ウォルポール以後、事実上の首相となり、以降、次席のセカンド・ロード・オブ・トレジャリー (英: Second Lord of the Treasury, 第二大蔵卿または第二財務卿) である財務大臣 (チャンセラー・オブ・エクスチェッカー, 英: Chancellor of the Exchequer) が財政を司った。
ウォルポール以降、例外的に第一卿を兼任しない首相はソールズベリー侯爵を最後の1人として、1902年に就任したアーサー・バルフォア以降全ての首相が第一卿を兼任している。また、アーサー・バルフォア内閣時代の1905年、それまで俗称にすぎなかった「首相」は正式な官職となった。
ウィリアム・ピットは、「首相兼第一大蔵卿」のあり方について「財政の先頭にある人であるべきだ ("ought to be the person at the head of the finances.")」という言葉を残している。1942年までは首相が英国議会の庶民院院内総務または貴族院院内総務も兼任するのが通例であった。
イングランドでは、宮廷内の財務を扱う HM トレジャリーと国家財政を扱う財務府 (エクスチェッカー) とが別箇の官庁であったが、グレイ伯爵内閣時代の1833年の行政改革により、HM トレジャリーに統合された。